# Ovodda
Ovodda ist ein Ort in der Provinz Nuoro in der italienischen Region Sardinien mit 1481 Einwohnern (Stand 31. Dezember 2023).
Ovodda liegt 48 km südlich von Nuoro.
Die Nachbargemeinden sind: Desulo, Fonni, Gavoi, Ollolai, Teti und Tiana.